# خطة كانبرا
في الفلسفة، تعد خطة كانبرا برنامجًا معاصرًا للمنهجية والتحليل يجيب على أسئلة حول شكل العالم وفقًا للفيزياء. وتعتبر منهجًا طبيعيًا في ما وراء الطبيعة، والتي ترى أن ما وراء الطبيعة يمكن أن تشرح سمات العالم الذي تصفه الفيزياء وما تمثله الطبقات المختلفة من المعتقدات اليومية. يشير الوصف الأكثر تفصيلاً للخطة إلى أنها مجموعة من المذاهب التي ترتكز على رؤية فيزيائية للعالم بالإضافة إلى فلسفة مسبقة لشرح أفكارنا حول عالمنا كما كشفت عنه الفيزياء.
نشأت خطة كانبرا في التسعينيات في الجامعة الوطنية الأسترالية في كانبرا، أستراليا. كان منشئوها هم ديفيد لويس وفرانك كاميرون جاكسون. مسألة مهمة مثارة تتعلق بما يجب قوله بأن "اتضح أنه لا يوجد شيء صحيح في النظرية القبلية".
هناك من يقول إن خطة كانبرا يمكن أن تكون غير كافية وغير متسقة لاختيار سمة أو علاقة في العالم بشكل فعال.